# Parsonsia alboflavescens
Parsonsia alboflavescens är en oleanderväxtart som först beskrevs av August Wilhelm Dennstedt, och fick sitt nu gällande namn av D.J. Mabberley. Parsonsia alboflavescens ingår i släktet Parsonsia och familjen oleanderväxter. Inga underarter finns listade i Catalogue of Life.